# Фернандес, Анхелинес
Мария де лос Анхелес Фернандес Абад (исп. María de los Ángeles Fernández Abad, более известная как Анхелинес Фернандес (исп. Angelines Fernández); 30 июля 1924, Мадрид, Испания — 25 марта 1994, Мехико, Мексика) — мексиканская актриса-комик театра и кино испанского происхождения. Рост — 1,68 метров.

## Биография
Родилась 30 июля 1924 года в Мадриде в семье Хосе Фернандеса и Мануэлы Абад. Юность актрисы пришлась на времена второй Испанской республики, поэтому, чтобы защищать свою страну от фашизма генерала Франсиско Франко, она решила стать партизанкой и присоединилась к Макис. После окончания Гражданской войны в Испании и утверждением власти генерала Франко, жизнь будущей актрисы на родине превратилась в ад, с 1939 по 1947 год она жила очень плохо. 
В конце концов, в 1947 году будущая актриса, как и многие испанцы, решила покинуть страну. Она эмигрировала в Мексику как беженка, но очень быстро получила мексиканское гражданство и твёрдо решила стать актрисой. Сначала дебютировала в мексиканском театре, а в 1955 году дебютировала в мексиканском кинематографе  и вплоть до 1990 года снялась в 35 работах в кино и телесериалах.
Скончалась 25 марта 1994 года в Мехико от нарушения сердечной проводимости, тяжёлой дыхательной недостаточности и хронической почечной недостаточности.

## Личная жизнь
Анхелинес Фернандес вышла замуж и родила дочь Палому Фернандес.